# Cacalutla
Cacalutla är en ort i Mexiko.   Den ligger i kommunen Xochihuehuetlán och delstaten Guerrero, i den sydöstra delen av landet, 180 km söder om huvudstaden Mexico City. Cacalutla ligger 1 123 meter över havet och antalet invånare är 483.
Terrängen runt Cacalutla är huvudsakligen kuperad. Cacalutla ligger nere i en dal. Runt Cacalutla är det ganska glesbefolkat, med 38 invånare per kvadratkilometer. Närmaste större samhälle är Xochihuehuetlán, 5,0 km sydväst om Cacalutla. I omgivningarna runt Cacalutla växer huvudsakligen savannskog.